# جاك ساندبرغ
جاك ساندبرغ هو سياسي كندي، ولد في 1938. حزبياً، نشط في حزب ساسكاتشوان المحافظ التقدمي. وقد انتخب عضو المجلس التشريعي من ساسكاتشوان.